# Lucy Suchman
 (décembre 2020).
Si vous disposez d'ouvrages ou d'articles de référence ou si vous connaissez des sites web de qualité traitant du thème abordé ici, merci de compléter l'article en donnant les références utiles à sa vérifiabilité et en les liant à la section « Notes et références ».
Lucy Suchman est une anthropologue et sociologue britannique d'origine américaine. Elle est professeur d'anthropologie des sciences et de Science and technology studies au département de sociologie de l'université de Lancaster.
Avant d'enseigner à Lancaster, elle occupait le poste de scientifique en chef et directrice du Work Practice and Technology area au Xerox PARC de Palo Alto (Californie).
Dans son ouvrage intitulé Plans and Situated Actions: The Problem of Human-machine Communication (1987), elle fournit les bases intellectuelles au champ des « human-computer interaction » (HCI). Elle soutient la thèse que l'interaction est un phénomène anthropologique où l'action humaine est constamment construite et reconstruite en fonction d'interactions dynamiques avec les mondes matériel et social. Sa théorie de la cognition située (situated cognition) insiste sur l'importance de l'environnement comme étant partie intégrante du processus cognitif.
Suchman est également l'auteur de contributions importantes à l'analyse ethnographique, à l'analyse conversationnelle et aux techniques de design participatif pour le développement des systèmes informatiques interactifs.

## Distinctions
- Xerox Corporate Research Group's Excellence in Science and Technology Award (1988)
- Benjamin Franklin Medal in Computer and Cognitive Science[1] (2002)

## Principales publications
- Plans and situated actions : the problem of human-machine communication, Cambridge University Press, New York, 1987
- Response to Vera and Simon's Situated Action: A Symbolic Interpretation, Cognitive Science, 17:71--75, 1993.
- Human-Machine Reconfigurations. Cambridge University Press, New York, 2007.

## Recherche et impact
Professeur en Anthropologie Lucy Suchman fut énormément influencée par l’Ethnométhodologie durant ses recherches, connue pour ses travaux sur l’action située, sa dissertation nommé « Plans and Situated Actions: The Problem of Human-Machine Communication » en 1987, fut ce qui ramena l’ethnométhodologie dans le design des machines interactives
En commencent par l’école Xerox  Palo Alto research center (parc) , Lucy Suchman s’était tout d’abord tournée vers les sciences des interactions humaines en face à face , mais fut rapidement intéressée par les machines interactives.
Lucy Suchman permit de nombreuses avances dans les sciences cognitives en créant une prise de conscience dans le rôle du contexte de la cognition. Cherchant à faire valoir l’idée que les problèmes des machines ne doivent pas être uniquement sûr régler un plan.  Suchman démontre que les plans d’action son uniquement sur des ressources permettant d’aider les futurs problèmes, prenant position sur le fait que les systèmes d’interaction devraient prendre en compte la façon dont les personnes vont utiliser les technologies dans leur environnement. Suchman expliquera donc que les plans font partie des façons de résoudre un problème mais que ceux -ci doivent prit dans un certain contexte. Lucy Suchman viendra avec l’idée que l’ethnographie se basse sur le design (ethnographically based design ) qui est maintenant utilisé dans les universités d’Europe et des États-Unis. Le but principal est donc fondé sur la manière dont les personnes utilisent plusieurs ressources dans leur environnement.
Elle reçut d’ailleurs en 1988 le prix du « Xerox Corporate Research Group's Excellencein Science and Technology Award ».
Actuellement Lucy Suchman porte ses intérêts dans le domaine des études scientifiques et technologiques féministes axés sur les imaginaires technologiques et les pratiques matérielles de sa conception principalement sur l’interface des machines.
Lucy Suchman continue ses recherches à l’université de Lancastre, en 2023 elle  publiera même « maginaries of omniscience: Automating intelligence in the US Departement of Defense » tournées sur les intelligences Artificielles dans l’automatisation et la résurgence des investissements dans l'automatisation du renseignement militaire de la part de département de la défense américaine.

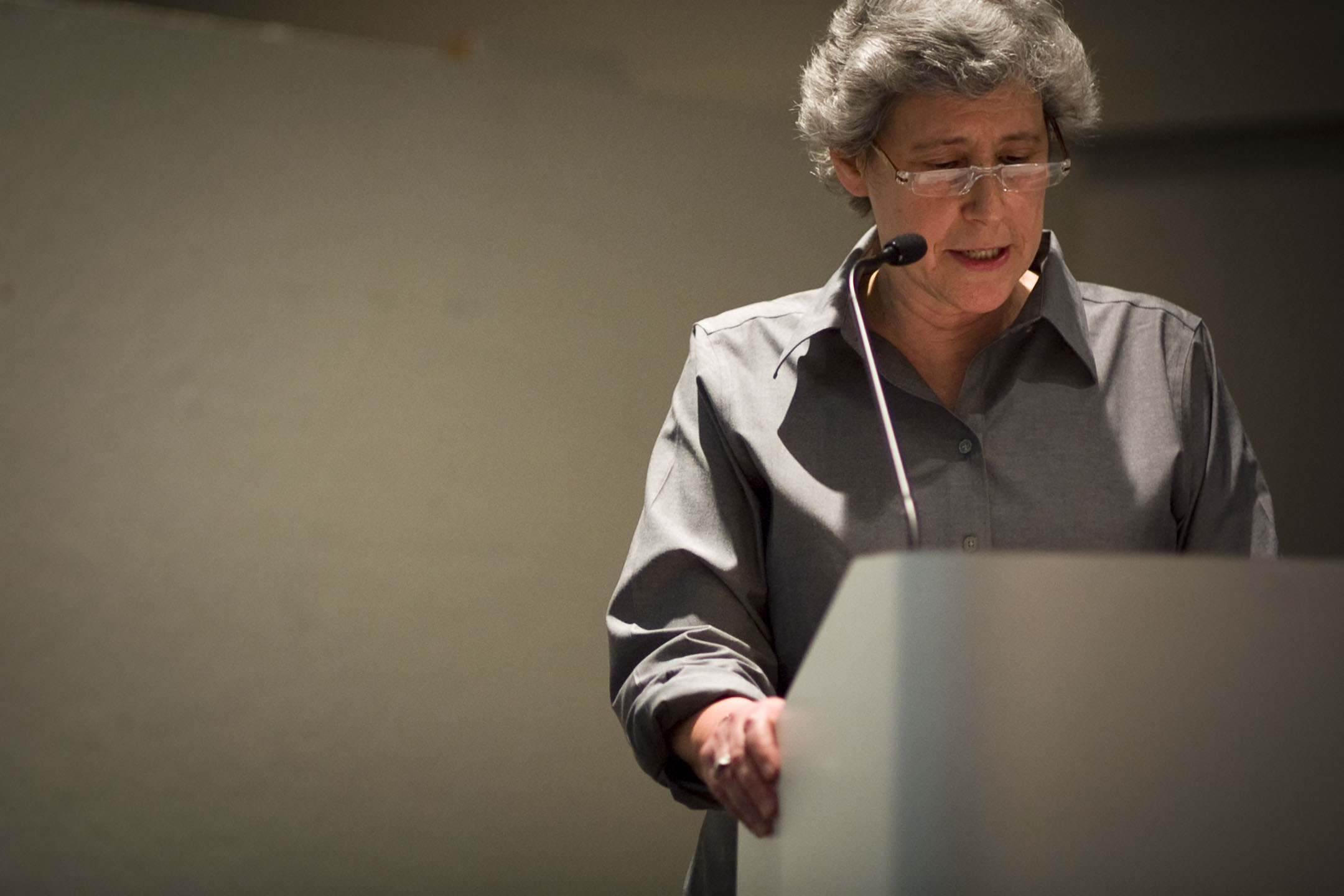